# Leopard

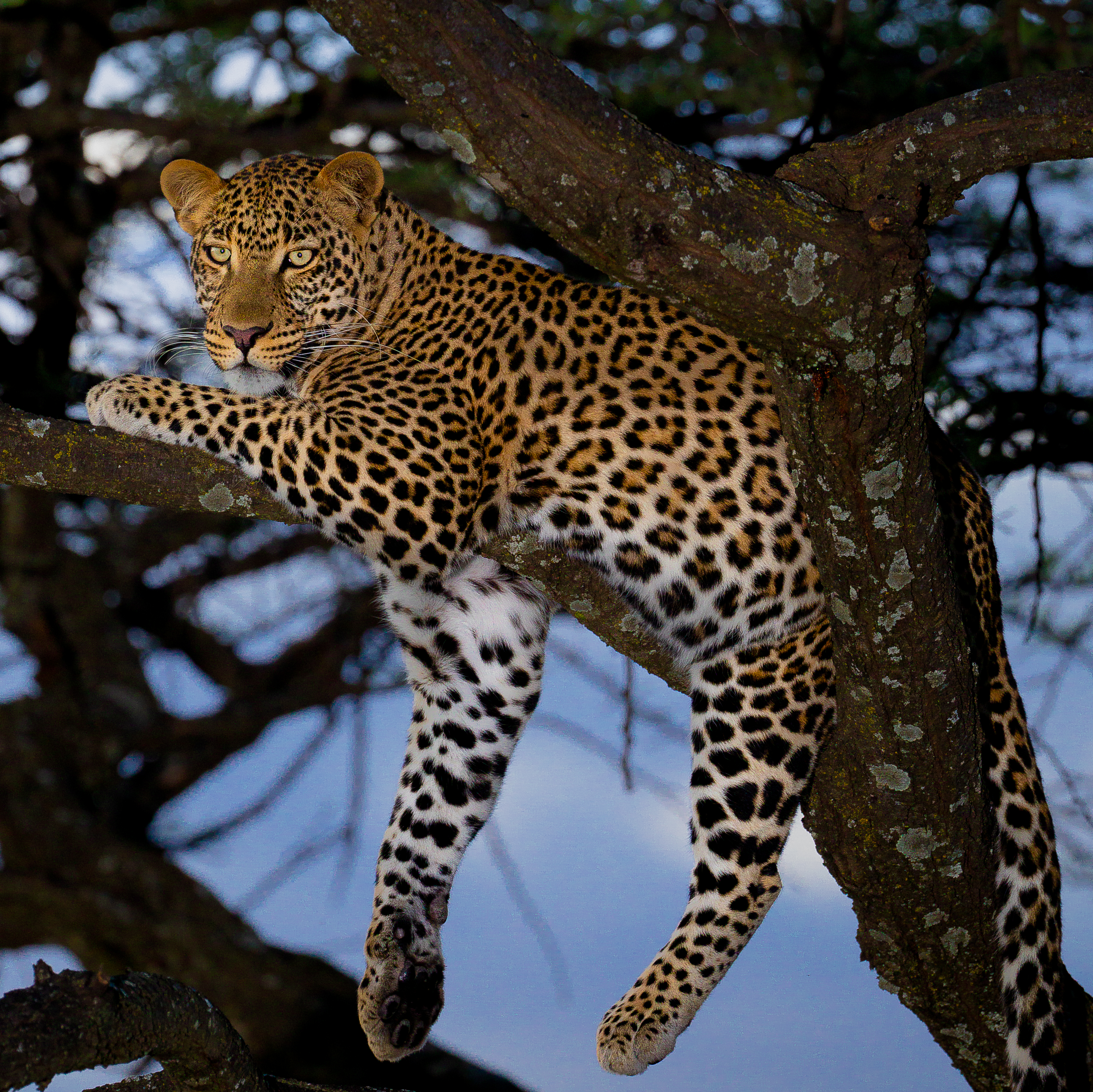
Männlicher Leopard

Ein schwarzer Panther

Der Leopard (Panthera pardus), auch Panther oder Panter, ist eine Art aus der Familie der Katzen, die in Afrika und Asien verbreitet ist. Darüber hinaus kommt sie auch im Kaukasus vor. Der Leopard ist nach Tiger, Löwe und Jaguar die viertgrößte Großkatze. Auf der Roten Liste gefährdeter Arten der IUCN sind Leoparden in der Vorwarnliste als Vulnerable ‚gefährdet‘ klassifiziert. Das Wort Leopard stammt über das lateinische leopardus vom altgriechischen λεόπαρδος leopardos ab, das sich aus λέων leon, deutsch ‚Löwe‘ und πάρδος pardos, deutsch ‚Panther‘ zusammensetzt.

## Merkmale
Maße und Gewicht des Leoparden sind innerhalb des großen Verbreitungsgebietes sehr unterschiedlich. Generell sind waldbewohnende Leoparden meist kleiner und gedrungener, die der offenen Lebensräume in der Regel schlanker und größer. Der Leopard wird etwa 90 bis 190 Zentimeter lang, den etwa 65 bis 100 Zentimeter langen Schwanz nicht mitgerechnet. Männliche Leoparden wiegen im Schnitt bis zu etwa 60 Kilogramm und haben eine Schulterhöhe von 70 bis 80 Zentimetern; sehr große Exemplare können bis zu 90 kg schwer werden. Weibchen sind kleiner und wiegen durchschnittlich nur etwa 38 Kilogramm mit einer Schulterhöhe von nur 45 Zentimetern. In der Kapregion in Südafrika kommen relativ kleine Leoparden vor, Weibchen wiegen hier durchschnittlich nur etwa 21 Kilogramm und Männchen etwa 31 Kilogramm.

### Fellzeichnung
Die Fellzeichnung ist je nach Unterart oft sehr verschieden, aber auch innerhalb eines Gebietes treten individuelle Unterschiede auf. Fast immer zeigt das Fell Rosetten, die besonders in Längsrichtung des Rückens reihenförmig angeordnet sind. An der Brust und am unteren Hals findet man häufig statt nebeneinander stehender Rosetten Erdbeerflecken, die in einer Richtung angeordnet sind und wie Halsbänder wirken. An der Oberseite des langen Schwanzes setzen sich die Rosetten entlang der Mittellinie fort. Zum Schwanzende werden die Rosetten immer weniger ausgeprägt, können aber manchmal noch zu mehreren Querringen verschmelzen. Die Schwanzunterseite ist allerdings zum Ende hin sehr hell bis weiß. Der Bauch und die oberen Beininnenseiten sind ebenfalls frei von Rosetten und weiß, gelblich-weiß oder in grau übergehend gefärbt. Weiter zu den Pranken hin sind Vollflecken zu finden, die nach unten zu immer kleiner werden. Am Kopf und oberen Hals und Nacken sind ebenfalls nur schwarze Vollflecken vorhanden. Waldleoparden sind im Allgemeinen intensiver gefärbt als Leoparden offener Landschaften.

### Schwarze Panther
In großen Höhenlagen und im tropischen Regenwald findet man manchmal Schwärzlinge, die auch Schwarzer Panther genannt werden. Die Ausprägung des schwarzen Fells ist erblich und wird über ein einziges Gen (monogenetisch) rezessiv vererbt. Damit kann die Erbanlage auch bei einem normal gefleckten Leoparden vorhanden sein oder es können in einem Wurf Schwärzlinge neben normal gefärbten Jungtieren vorkommen. Bei schräg einfallendem Licht kann man jedoch auch bei schwarzen Leoparden die typischen Rosetten erkennen. In einigen Gebieten, etwa auf der Malaiischen Halbinsel, sind bis zu 50 Prozent aller Leoparden schwarz. In Afrika traten Schwärzlinge am häufigsten im Äthiopischen Bergland auf. 2019 wurden Aufnahmen von schwarzen Leoparden in Afrika veröffentlicht. Dabei wurde von Medien fälschlicherweise behauptet, dies sei erstmals seit 1909 eine solche Sichtung in Afrika.

### Sinnesorgane
Die Ohren sind gerundet. Der Gehörsinn ist ausgezeichnet entwickelt. Leoparden können sehr hohe, für Menschen nicht mehr hörbare Frequenzen bis zu 45.000 Hertz wahrnehmen. Die Augen sind nach vorn gerichtet und weisen eine breite Überschneidung der Sehfelder auf. Das ermöglicht ihnen ein ausgezeichnetes räumliches Sehen. Bei Tag entspricht das Sehvermögen eines Leoparden in etwa dem eines Menschen, in der Nacht verfügt der Leopard jedoch über ein fünf- bis sechsfach besseres Sehvermögen: Leoparden können die runde Pupille sehr weit öffnen, sodass mehr Licht ins Auge gelangen kann; weiterhin besitzen Leoparden wie alle Katzen eine reflektierende Schicht hinter der Netzhaut, das sogenannte Tapetum lucidum, das durch Rückspiegelung die Lichtausbeute steigert. Auch der Geruchssinn ist hervorragend ausgeprägt.

## Lebensraum

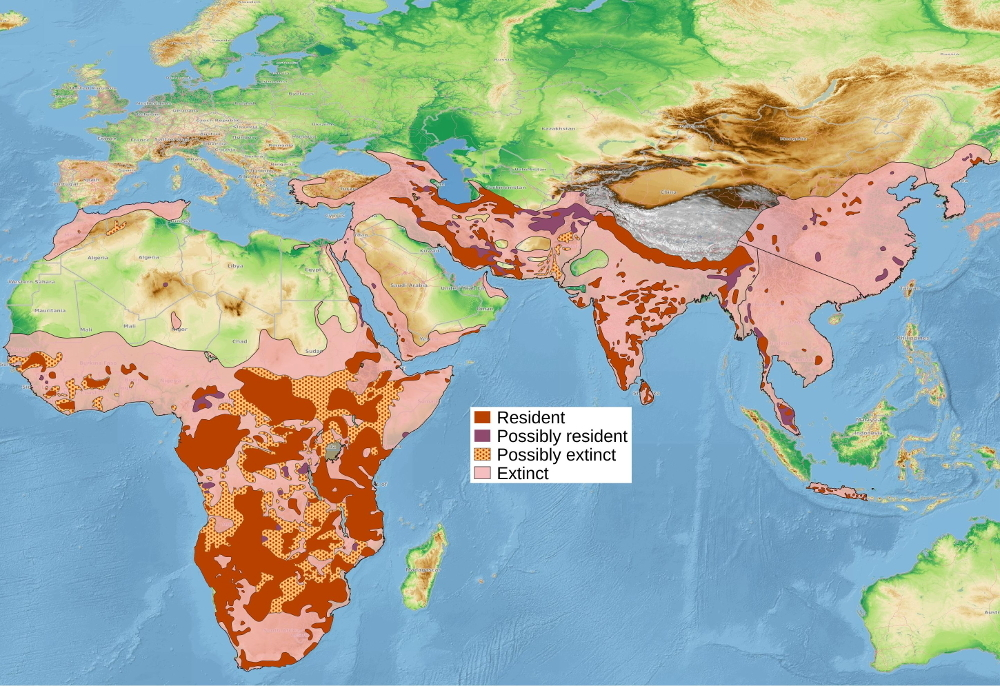
Heutiges Vorkommen (Stand 2016):
rot – verbreitet, violett – ungewiss, gepunktet – möglicherweise ausgestorben, rosa – ausgestorben.

### Verbreitungsgebiet
Der Leopard war in geschichtlicher Zeit über ganz Afrika beiderseits der Sahara sowie über große Teile Asiens verbreitet. In Afrika lebt er sowohl in den zentralen Regenwäldern als auch in den Gebirgen, Savannen und Halbwüsten von Marokko bis zum Kap der Guten Hoffnung. Lediglich die großen, wasserlosen Wüsten meidet der Leopard und fehlt daher naturgemäß in der Sahara und den trockensten Regionen der Namib. In Asien bewohnt er die Nadelwälder am Amur ebenso wie die Tropen Indiens und Südostasiens. Hier dringt er im Südwesten bis auf die Arabische Halbinsel, nach Israel und Anatolien vor und im Südosten bis auf die Insel Java. Er fehlt allerdings auf Sumatra und Borneo sowie in den wasserlosen Kernwüsten Asiens, wie etwa der Rub al-Chali. Fossilfunde zeigen jedoch, dass der Leopard einst auch Sumatra bewohnt hat. Die Nordgrenze des asiatischen Verbreitungsgebietes verläuft heute vom Kaukasus über Nordpersien, Afghanistan und Kaschmir, entlang des Himalaya bis zum Amurfluss in Ostsibirien. In vorgeschichtlicher Zeit gab es Leoparden auch in Mitteleuropa. Hier verschwanden sie aber bereits am Ende der Eiszeit. In Griechenland lebten sie noch in historischer Zeit. Der Leopard hat von allen sieben Großkatzen das größte Verbreitungsgebiet.

### Bestandsverhältnisse
In vielen Gegenden sind Leoparden heute allerdings ausgestorben. Hierzu zählen Marokko, die Sinai-Halbinsel und die Insel Sansibar. In anderen Regionen, wie dem Kaukasus und der Amurregion ist ein Aussterben wohl kaum noch zu verhindern. Auf der arabischen Halbinsel gibt es weniger als 250 freilebende, ausgewachsene Individuen in zersplitterten Populationen, davon 50–100 in Oman (2013). Noch geringer sind die Bestandszahlen in Anatolien und Palästina. Im Kaukasus überleben nach Schätzungen des WWF noch knapp 50 Individuen, deren Schutz derzeit Objekt großer Bemühungen ist.
Im Iran und in Turkmenistan leben nur wenige hundert Exemplare des Persischen Leoparden, in Pakistan und Bangladesch sind Leoparden heute ebenfalls sehr selten. In China gibt es Leoparden fast nur noch in isolierten Restbeständen. In Indien leben dagegen Schätzungen zufolge noch etwa 14.000 Leoparden.
Die meisten Leoparden leben heute in Afrika, südlich der Sahara. Hier wird die Zahl der Leoparden auf bis zu 700.000 (Stand 1988) geschätzt.

## Lebensweise

### Ernährung
Was Leoparden fressen, richtet sich in erster Linie nach dem Nahrungsangebot des jeweiligen Lebensraumes. So haben Leoparden ein außerordentlich breites Beutespektrum, das von Kleinsäugern über Reptilien bis hin zu Vögeln und großen Antilopen wie den Kudus reicht; für den Leoparden sind mehr als 90 Arten als potenzielle Beutetiere dokumentiert. Wenn irgendwie möglich, versuchen Leoparden aber, Säugetiere im Gewicht von 30 bis 50 Kilogramm zu erbeuten, meist handelt es sich dabei um mittelgroße Huftiere.  Untersuchungen in Gabun ergaben ein Beutespektrum mit Tieren zwischen 2 und über 100 Kilogramm Körpergewicht, wobei Huftiere mit einem Gewicht von 5 bis 50 Kilogramm den weitaus größten Anteil darstellten. Bei einem Vergleich zwischen den Beutetieren von asiatischen und afrikanischen Leoparden zeigte sich, dass die in Asien beobachteten Tiere kaum Beutetiere mit einem Gewicht unter 5 Kilogramm erbeuteten und hier die durchschnittliche Beutetiergröße insgesamt eher größer ist.
Je nach Region sind seine Hauptbeutetiere Hirsche wie Axishirsch und Sikahirsch oder Antilopenarten wie Sasins, Schirrantilope oder Impala. Einen relativ großen Teil seiner Nahrung machen kleinere Raubtiere wie Mangusten oder Schakale aus. Er wagt sich aber auch an so wehrhafte Tiere wie Warzenschwein, Wildschweine, Buschschweine, Stachelschweine und Paviane, die er normalerweise im Schutze der Nacht überfällt. Zebras sind als Beute bereits zu groß, aber gelegentlich reißt er ein unvorsichtiges Fohlen dieser Einhufer.

#### Jagdweise

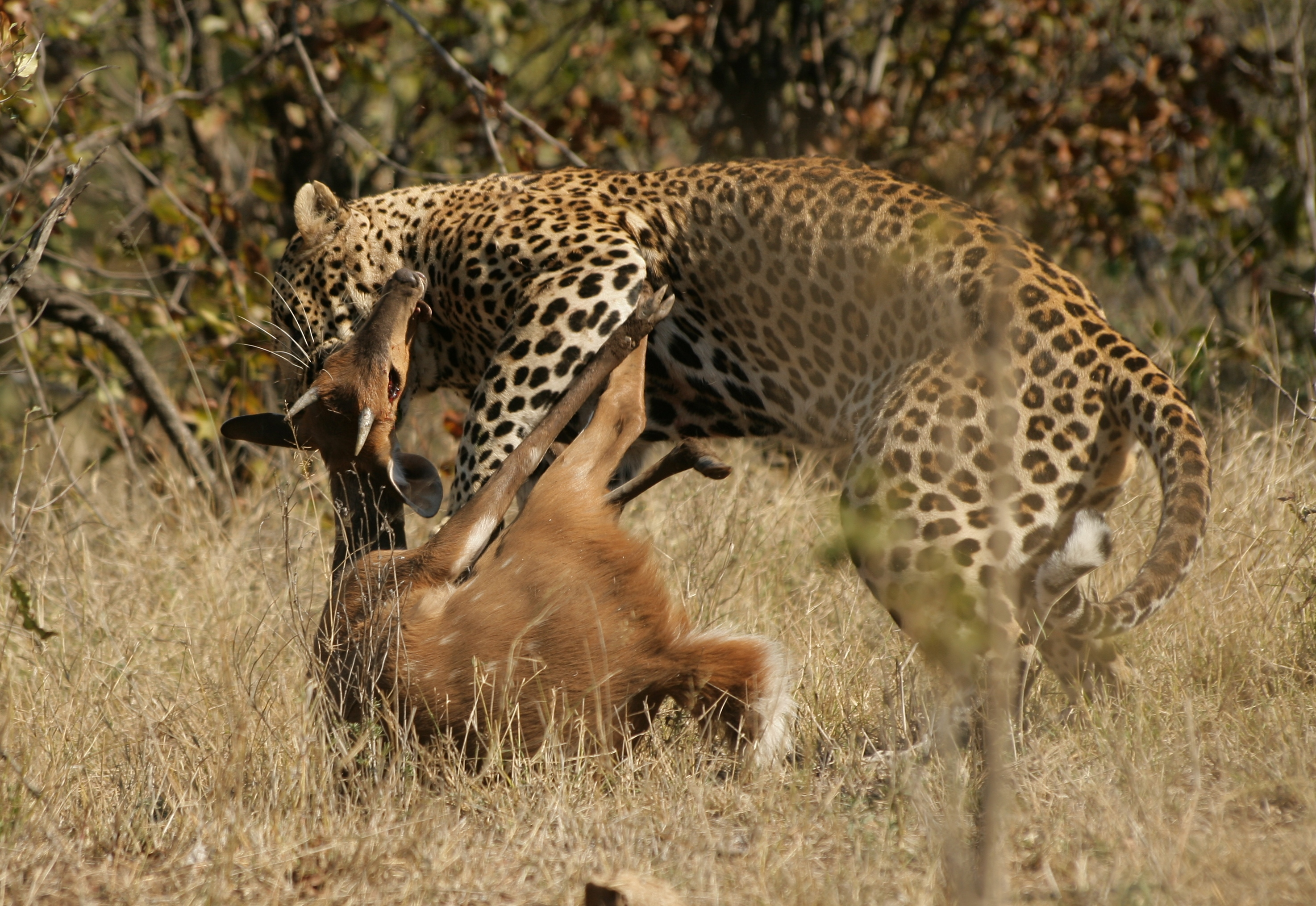
Leopard mit erlegtem Buschbock im Kruger-Nationalpark

Meist werden Leoparden als nächtliche Jäger angesehen, doch wurde bisher keine generelle Vorliebe für bestimmte Jagdzeiten gefunden. Der Zeitpunkt einer Jagd hängt wohl mit der Verfügbarkeit der Beutetiere in seinem Jagdrevier zusammen.
Grundsätzlich kann man bei Leoparden zwei prinzipiell verschiedene Jagdweisen beobachten: die Anschleichjagd und die eher passive Lauerjagd. Anschleichjagden gehören zu den häufigsten Jagdmethoden des Leoparden. Leoparden sind zwar schnell im Antritt und überwinden mit wenigen Sätzen etliche Meter, doch schon auf mittleren Distanzen sind ihnen die meisten Beutetiere an Geschwindigkeit überlegen. Die Katze versucht daher so nahe wie möglich unbemerkt an ihr Opfer heranzukommen, um den Abstand vor dem Angriff zu verkürzen. Bei der Anschleichjagd erbringen Leoparden oft enorme Leistungen. In der Kalahari und anderen kargen Wüstengegenden müssen sie sich über enorme Strecken fast ohne Deckung an ihre Opfer heranschleichen. Die reine Lauerjagd, bei der der Jäger auf sein Opfer wartet, ist bei Leoparden ebenfalls eine häufig zu beobachtende Jagdmethode.
Leoparden, die den Tag auf Bäumen verbringen, benutzen diese oft als erhöhten Ansitz. Mit bemerkenswerter Geduld lassen sie Herden grasender Tiere in geeigneter Größe an sich oder gelegentlich direkt unter ihrem Ausguck vorbeiziehen oder weiden. Wenn der Ast, auf dem der Leopard ruht, nicht zu hoch ist, kann er direkt von oben auf seine Beute springen. Meistens verlässt er aber vor dem eigentlichen Angriff den Baum. Er klettert dazu vorsichtig an der für das auserwählte Opfer nicht sichtbaren Seite des Baumstammes herab und sucht Deckung hinter dem Stamm oder – wenn vorhanden – hinter anderer dichter Vegetation. Dabei können sie nach sehr langer Wartezeit auf einem Ast des Baumes noch einmal dieselbe Zeit am Fuß des Baumes zubringen, um auf solche Tiere zu warten, die sie von oben über längere Zeit bei der Annäherung zu dem betreffenden Baum beobachtet haben.
Es liegen keine Beobachtungen oder Berichte darüber vor, ob Leoparden sich ihre Opfer bereits zu Beginn der Anschleich- oder auch Ansitzjagd auswählen oder ob sie es mehr dem Zufall überlassen, welches Tier einer Gruppe sie töten wollen. Nicht zuletzt aufgrund des Stellreflexes von Katzen haben Leoparden kaum Verletzungen bei Sprüngen oder Stürzen von Bäumen zu befürchten.
Gelegentlich stöbert der Räuber seine Beute auch einfach beim Umherstreifen im Revier auf und überrascht sie. Abseits liegende Kitze von Hornträgern oder sich reglos an den Boden drückende Hasen werden oft rein durch Zufall im Vorübergehen entdeckt, und nicht gezielt angeschlichen.
Leoparden nehmen auch mit Aas vorlieb oder vertreiben schwächere Raubtiere, wie Geparden, von ihrem Riss.

#### Beutesicherung

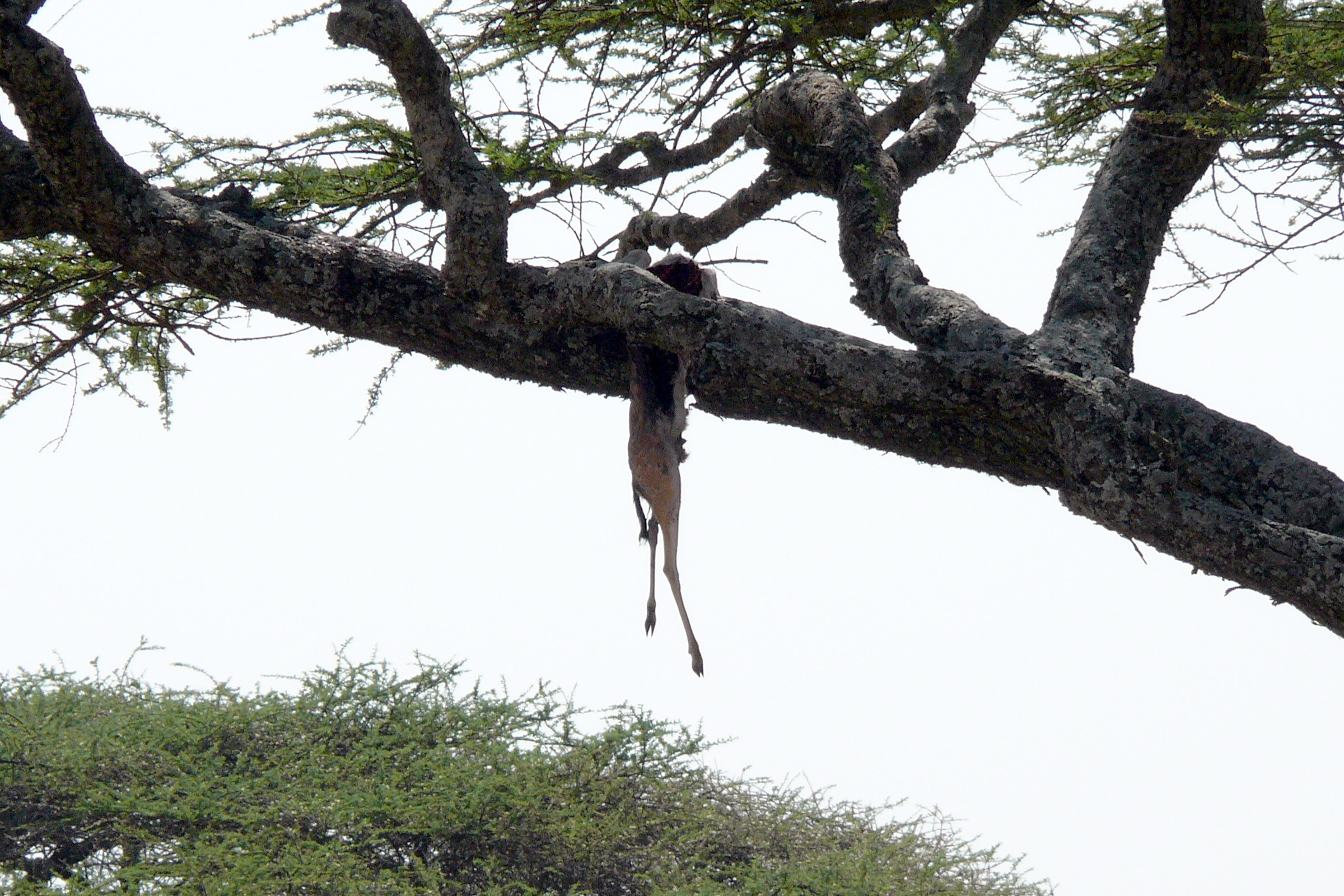
Leopardenbeute in einer Astgabel

Manchmal wird dem Leoparden seine selbst erlegte Beute von Löwen, Tüpfelhyänen oder Schabrackenhyänen abgenommen, die meist durch Geier aufmerksam werden. Daher versucht er seine Beute in der Regel in ein schützendes Dickicht zu zerren oder sie auf einen Baum zu bringen.
Er frisst den Riss von der Unterseite her an, bis schließlich nur noch Kopf, Hals und Rücken vorhanden sind.
Nach dem Mahl bedeckt er seine Beutereste, wenn sie am Boden liegen, mit Gras, Zweigen oder Laub, indem er dieses bedeckende Material mit allen vier Beinen darüber scharrt.

### Fortbewegung
Die normale Fortbewegungsart ist der Schritt im typischen Kreuzgang. Bei dieser Gangart werden die einander diagonal gegenüber liegenden Beine gleichzeitig angehoben und wieder aufgesetzt. In dieser Fortbewegungsart können Leoparden große Strecken zurücklegen.
Schneller ist der Trab, mit dem Leoparden kurze Strecken zurücklegen. Bei der Anschleichjagd kann es vorkommen, dass die ersten 10 bis 30 Meter im Trab zurückgelegt werden, wobei der Körper sich zunehmend mehr duckt. Hier spricht man auch vom Schleichlauf. Auf der Jagd wird dieser Schleichlauf dann durch das Schleichkriechen abgelöst, bei dem der Bauch schon fast den Boden berührt und ein ganz langsamer Schritt eingehalten wird, der in jeder Phase unterbrochen werden kann. Das geschieht meistens dann, wenn das angeschlichene Beutetier aufmerksam wird. Der Leopard bleibt in dieser Position, bis die Wachsamkeit des Opfers nachlässt und er weiter schleichen kann.
Im Sprint kann ein Leopard mehr als 60 km/h erreichen. Der ist vor allem in der Endphase einer Jagd zu beobachten; so benutzt er für die letzten Meter nach dem Anschleichen oder aus dem Ansitz heraus die raumgreifenden Sprünge, bei denen er meistens mit beiden Hinterbeinen zugleich losspringt. Mit so hoher Geschwindigkeit können Leoparden allerdings nur kurze Strecken überwinden.
Eine besondere Fortbewegungsart ist das Erklettern von Bäumen und das Umherklettern auf Ästen verschiedener Dicke innerhalb der Baumkrone. Beim Erklettern des Baumes werden die Krallen, die normalerweise eingezogen sind, ausgefahren und fixieren den schweren Leopardenkörper selbst an einem glatten, senkrechten, dicken Stamm, indem sie tief in die Rinde eindringen. Ein steiler Baum wird in Sprüngen bezwungen. Die Vorderbeine werden weit gespreizt und können dicke Stämme so geradezu umarmen. Häufig macht der Leopard gerade vom Boden aus einen besonders großen Sprung nach oben, der schon den Schwung für die weiteren Sprünge liefert.
Beim Absteigen von einem Baum geht der Leopard so lange vorwärts wie die Äste oder Stämme nicht ganz senkrecht sind. Bei wirklich steilen Bäumen, die keinerlei Halt geben, erfolgt der Abstieg so lange rückwärts, bis ein Abstand vom Erdboden erreicht ist, den der Leopard springend überwinden kann. Dazu dreht er sich am Baumstamm um, macht eventuell noch einen Abstieg von ein bis zwei Metern und springt dann aus zwei bis vier Metern Höhe herunter.
Leoparden sind auch gute Schwimmer. Es wurden Leoparden beobachtet, die den Tag auf einer Insel in einem Fluss verbrachten und zur Jagd zurück ans Ufer schwammen.

### Territorialverhalten
Leoparden sind typische Einzelgänger. Die Streifgebiete benachbarter Leopardinnen überlappen sich teilweise erheblich. Die viel größeren Streifgebiete männlicher Leoparden können sich mit denen mehrerer Weibchen überschneiden. Nach einer Studie im Kruger-Nationalpark beanspruchen Männchen je nach Beutetierdichte etwa 16–96 Quadratkilometer und Weibchen 5–30 Quadratkilometer. In sehr kargen, beutearmen Regionen können die Streifgebiete auch um einiges größer sein.
Das Territorium wird markiert und gegen gleichgeschlechtliche Artgenossen unter Drohverhalten und notfalls im territorialen Kampfverhalten verteidigt. Ein Territoriumsinhaber kann sich das Privileg des Zugangs zu Sexualpartnern, aber auch zu Nahrungsquellen, Wasserstellen, Schattenplätzen und Deckungsmöglichkeiten sichern.
In erster Linie markieren Leoparden ihr Revier durch Urin und Kot, aber auch akustisch durch ihr charakteristisches Sägen – ein Laut, der an Holzsägen erinnert. Darüber hinaus kennzeichnen sie die Reviergrenzen auch optisch durch Kratzspuren an Bäumen oder am Boden. Die Markierung hat einerseits die Funktion, Artgenossen fernzuhalten und andere Tiere über die Anwesenheit des Territoriumsinhabers zu informieren, andererseits dient sie aber auch der Strukturierung des Streifgebiets. Geruchliches Markieren erleichtert dort das Zurechtfinden.

### Fortpflanzung

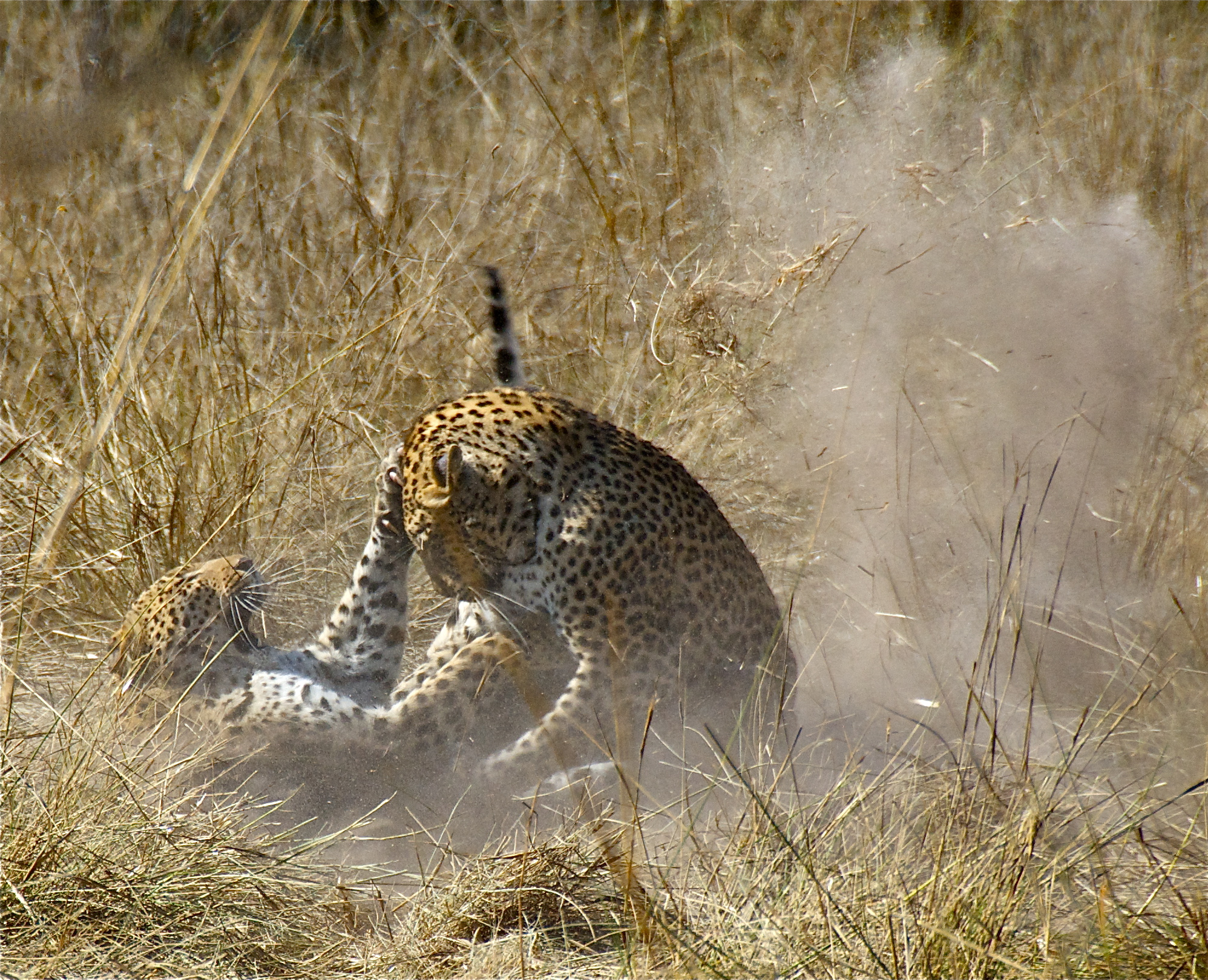
Paarungen unter Leoparden sind häufig von aggressiven Verhaltensweisen begleitet.

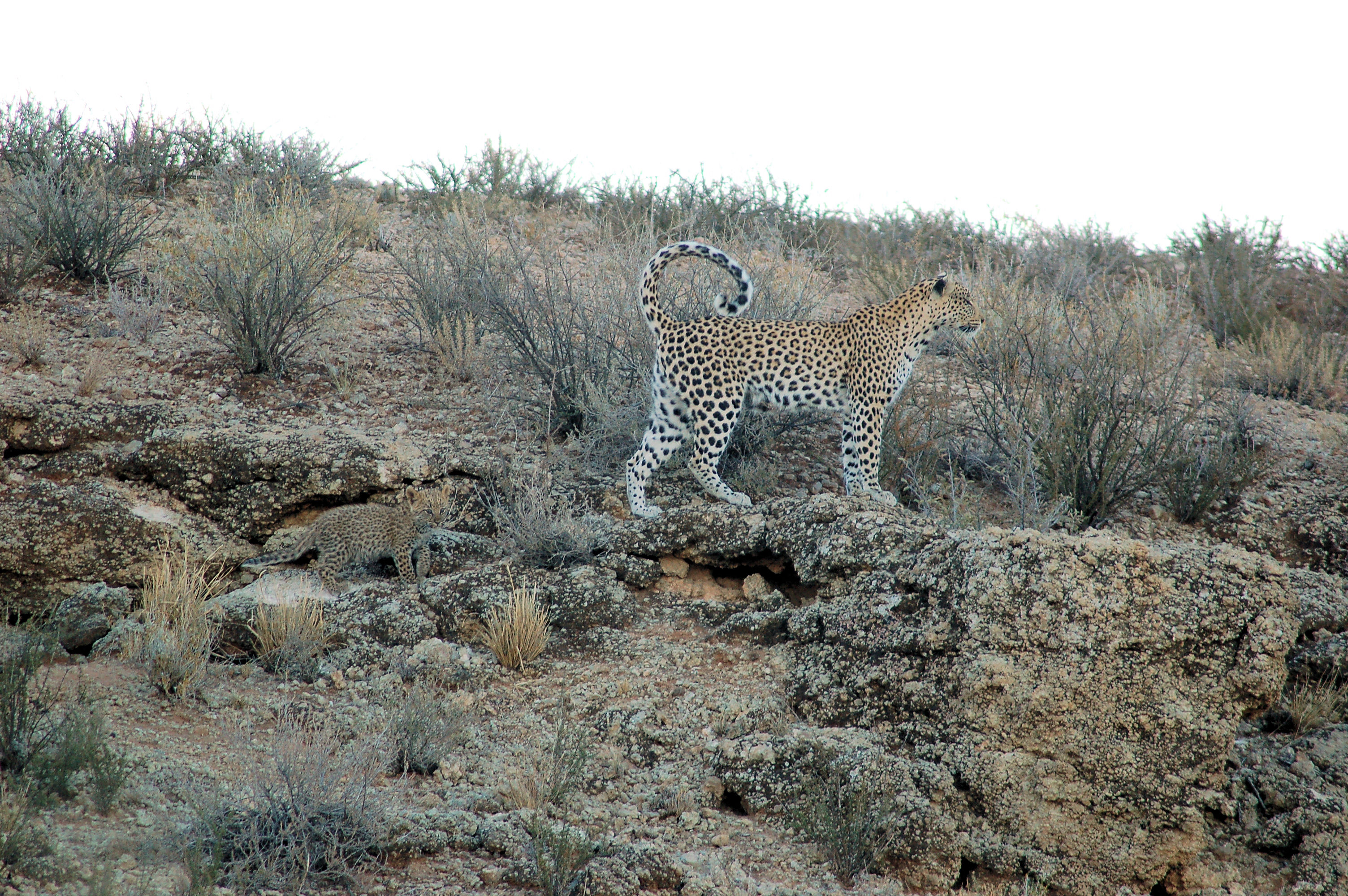
Leopard mit Jungtier im Kgalagadi-Nationalpark

An wenigen Tagen duldet ein weiblicher einen männlichen Leoparden in seiner Umgebung: wenn sie im Östrus und somit 6–7 Tage lang zur Paarung bereit ist. Dann durchstreift sie mit großer Unruhe vor allem das Kerngebiet ihres Streifgebietes und markiert unzählige auffällige Stellen wie Bäume, Felsen, Felsbrocken, Büsche und Grasbüschel mit Urin und kratzt mit ihren Hinterläufen am Boden. Mit diesen Duftmarken und visuellen Hinweisen lockt sie den männlichen Leoparden des Territoriums an. Nicht selten wälzen sich paarungswillige Leopardinnen in den Harnstellen männlicher Leoparden. Sie rollen sich dann auf diesen Duftmarken im Gras hin und her und versuchen, möglichst viel Fell damit in Berührung zu bringen. Die Bezeichnung Rolligkeit für dieses Verhalten ist sehr treffend. Die beiden bleiben 8–9 Tage lang zusammen und paaren sich wiederholt. Während dieser Zeit jagen sie auch zusammen und teilen sich mitunter auch die Beute.
Wird die Leopardin in diesen Tagen nicht trächtig, wiederholt sich ihr Östrus 25–28 Tage später. Nach einer Tragzeit von 90 bis 105 Tagen bringt sie zwei bis vier Jungen zur Welt, die je etwa 500 g wiegen.
Eine feste Geburtensaison ist bei Leoparden in Ostafrika und in den Waldgebieten nicht bekannt. Im Kruger-Nationalpark fallen die Geburten der Leoparden meist zusammen mit der Geburtenhäufung der Impala-Antilopen, die dort die wichtigste Beute der Leoparden sind. Als Geburtsort dienen unzugängliche Verstecke. In weiten Teilen Afrikas sind das Höhlen in Felsen, aufeinander liegende Felsblöcke, buschbestandene Bodenvertiefungen oder Strauchdickichte. Solche Plätze und ihre Umgebung dienen dann später auch der Jungenaufzucht. Im Wald lebende Leoparden benutzen zur Aufzucht oft ausgehöhlte Baumstämme.

### Aufzucht der Jungen

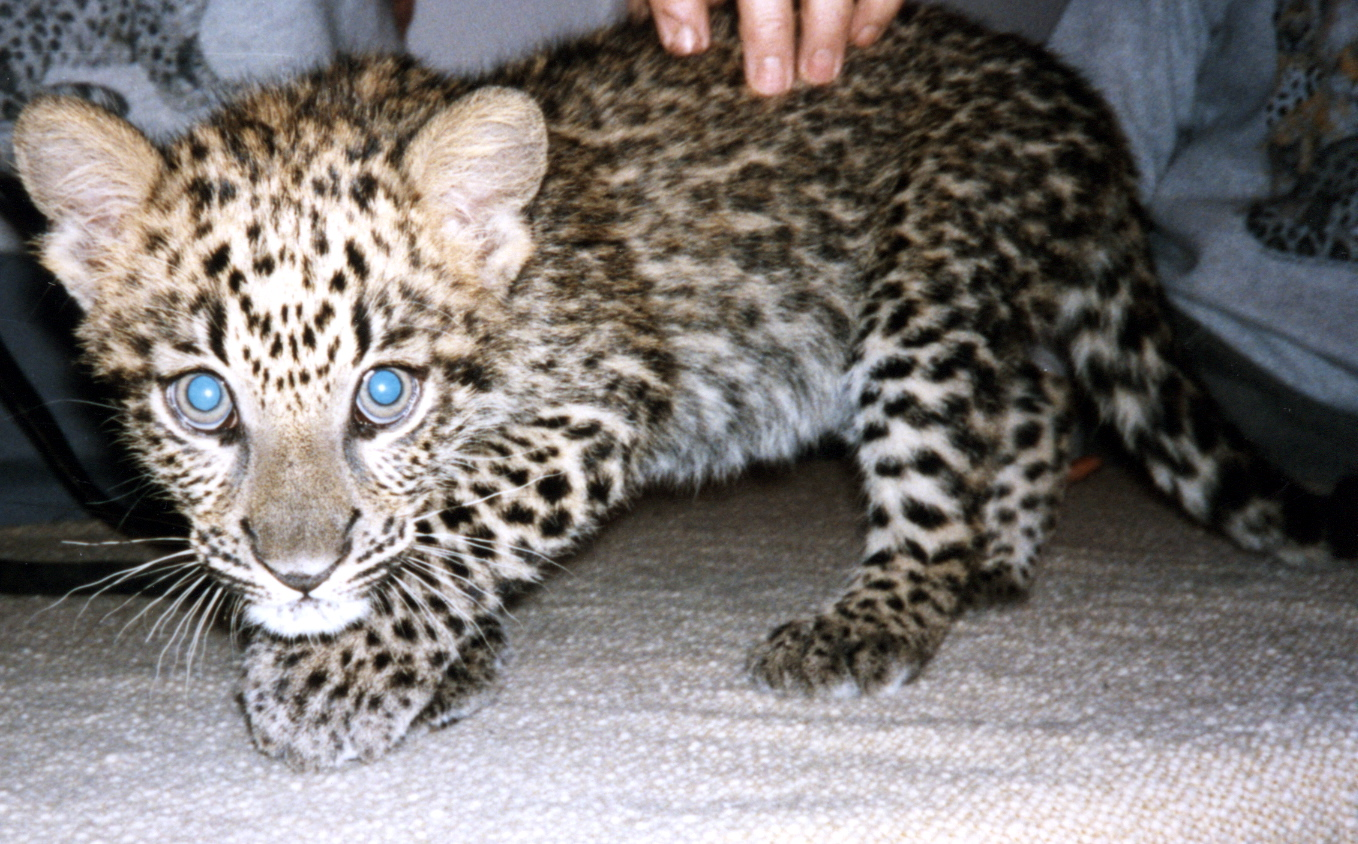
Junger Leopard

Gelegentlich wurde beobachtet, dass männliche Leoparden auch nach der Paarung bei ihrer Partnerin blieben und sich sogar an der Aufzucht der Jungen beteiligten. Doch in der Regel kümmern sich nur die Mütter um ihre Jungen. Leoparden beginnen durchschnittlich im Alter von 2 bis 3 Monaten Fleisch zu fressen. Sie sind dann schon in der Lage, der Mutter ein paar hundert Meter hinterherzulaufen, doch manchmal bringt auch in diesem Alter die Mutter den Riss noch zu den Jungen.
Junge Leoparden verlassen ihre Mütter etwa im Alter zwischen 13 und 18 Monaten, männliche meist früher als weibliche Jungtiere. Die Lösung des Mutter-Kind-Verhältnisses erfolgt erst, nachdem die Jungtiere in der Nahrungsversorgung unabhängig geworden sind. Im Allgemeinen bleiben junge Leoparden noch für unterschiedlich lange Zeit im Streifgebiet der Mutter. Weiblicher Nachwuchs kann sogar das eigene Streifgebiet in der Nachbarschaft zu dem der Mutter mit mehr oder weniger großer Überlappung lebenslang etablieren. Männliche Jungleoparden pflegen auch in weite Entfernungen auszuwandern.

## Systematik
Der Leopard gehört zur Gattung Panthera. Genetischen Untersuchungen zufolge sind seine nächsten Verwandten der Jaguar und der Löwe. Vor etwa 1,9 Millionen Jahren spaltete sich die Jaguar-Linie von Löwe und Leopard ab, die sich erst vor 1 bis 1,25 Millionen Jahren voneinander trennten. Der Schneeleopard wurde ursprünglich meist an der Basis der Gattung Panthera gesehen, neuere molekulargenetische Untersuchungen legen jedoch nahe, dass er die Schwesterart des Tigers ist. Ursprünglich wurden vor allem anhand der Fellfärbung 27 Unterarten des Leoparden beschrieben. Im Jahr 2009 erschienenen Raubtierband des Handbook of the Mammals of the World werden noch folgende Unterarten anerkannt:
- Afrikanischer Leopard (P. p. pardus (Linné, 1758)) – lebt in Afrika, hauptsächlich südlich der Sahara, schließt die als Berberleopard bekannten Populationen im Norden Afrikas mit ein
- † Sansibar-Leopard (P. p. adersi Pocock, 1932) – lebte bis 1991 auf der ostafrikanischen Insel Sansibar und ist dort höchstwahrscheinlich ausgerottet worden[13]
- Äthiopischer Leopard (P. p. adusta Pocock, 1927) – Hochland von Äthiopien
- Persischer Leopard (P. p. ciscaucasicus (Satunin, 1914)), später als (P. p. saxicolor Pocock, 1927) beschrieben – lebt in Teilen Vorderasiens und Zentralasiens: im Kaukasus, Turkmenistan, im Norden Irans und evtl. noch im Südosten der Türkei und ist stark gefährdet
- P. p. dathei – Zentrum und Süden Irans
- Indochinesischer Leopard (P. p. delacouri Pocock, 1930) – lebt in Myanmar, Thailand, Malaysia, Laos, Kambodscha, Vietnam und im Süden der Volksrepublik China;
- Indischer Leopard (P. p. fusca (Meyer, 1794)) – lebt auf dem Indischen Subkontinent: in Indien, Südost-Pakistan, Nepal und Bhutan
- Chinesischer Leopard (P. p. japonensis (Gray, 1862)) – lebt im nördlichen China und ist stark gefährdet
- P. p. jarvisi – Sinai
- Sri-Lanka-Leopard (P. p. kotiya Deraniyagala, 1956) – lebt in Sri Lanka und ist stark gefährdet.
- Westafrikanischer Leopard (P. p. leopardus (Schreber, 1777)) – Regenwälder Zentral- und Westafrikas
- Südafrikanischer Leopard (P. p. melanotica (Günther, 1775)) – Südliches Afrika
- Java-Leopard (P. p. melas Cuvier, 1809) – lebt in Java und ist stark gefährdet
- Somalia-Leopard (P. p. nanopardus (Thomas, 1904)) – Trockengebiete Somalias
- Arabischer Leopard (P. p. nimr (Hemprich & Ehrenberg, 1833)) – lebt auf der Arabischen Halbinsel und ist vom Aussterben bedroht
- Amurleopard (P. p. orientalis (Schlegel, 1857)) – lebt im östlichen Sibirien und ist vom Aussterben bedroht;
- Berberleopard (P. p. panthera (Schreber, 1777)) – Nordafrika
- P. p. pernigra – Kaschmir, Nepal, Sichuan
- Kamerun-Leopard (P. p. reichenowi Cabrera, 1918) – Savannengebiete Kameruns
- Ruwenzori-Leopard (P. p. ruwenzori (Camerano, 1906)) – Ruwenzori- und Virungaberge
- P. p. saxicolor – nördlicher Iran, südliches Turkmenistan, östliches Afghanistan
- Balutschistan-Leopard (P. p. sindica Pocock, 1930) – lebt im Zentrum und im Süden von Pakistan und möglicherweise auch im Südosten von Afghanistan
- Ostafrikanischer Leopard (P. p. suahelicus (Neumann, 1900)) – Ostafrika zwischen Kenia und Mosambik
- Anatolischer Leopard (P. p. tulliana (Valenciennes, 1856)) – Westteil der Türkei, vom Aussterben bedroht

Genetische Studien zeigen jedoch, dass sich alle asiatischen Leoparden auf sieben Unterarten zurückführen lassen. Die afrikanischen Leoparden lassen sich in einer einzigen lebenden Unterart (Panthera pardus pardus) zusammenfassen. Nach einer im Jahr 2017 veröffentlichten und von der Cat_Specialist_Group der IUCN durchgeführten Revision der Katzensystematik werden die folgenden Unterarten anerkannt:
- Afrikanischer Leopard (P. p. pardus (Linné, 1758)) – umfasst alle afrikanischen Leoparden
- Indischer Leopard (P. p. fusca (Meyer, 1794)) – auf dem Indischen Subkontinent
- Java-Leopard (P. p. melas Cuvier, 1809) – auf Java
- Arabischer Leopard (P. p. nimr (Hemprich & Ehrenberg, 1833)) – in wenigen Rückzugsgebieten auf der Arabischen Halbinsel
- Persischer Leopard (P. p. tulliana (Valenciennes, 1856), Syn.: P. p. saxicolor Pocock, 1927 u. P. p. ciscaucasica (Satunin, 1914)) – Vorderasien
- Amurleopard (P. p. orientalis (Schlegel, 1857)) (Syn.: P. p. japonensis (Gray, 1862)) – im östlichen Sibirien und in China
- Indochinesischer Leopard (P. p. delacouri Pocock, 1930) – festländisches Südostasien
- Sri-Lanka-Leopard (P. p. kotiya Deraniyagala, 1956) – auf Sri Lanka

Fossile Unterarten:
- † Panthera pardus spelaea (Bächler, 1936) – Eine ausgestorbene Unterart, die im Jungpleistozän Europas vorkam und vor etwa 24.000 Jahren ausstarb.[15]

Unterarten
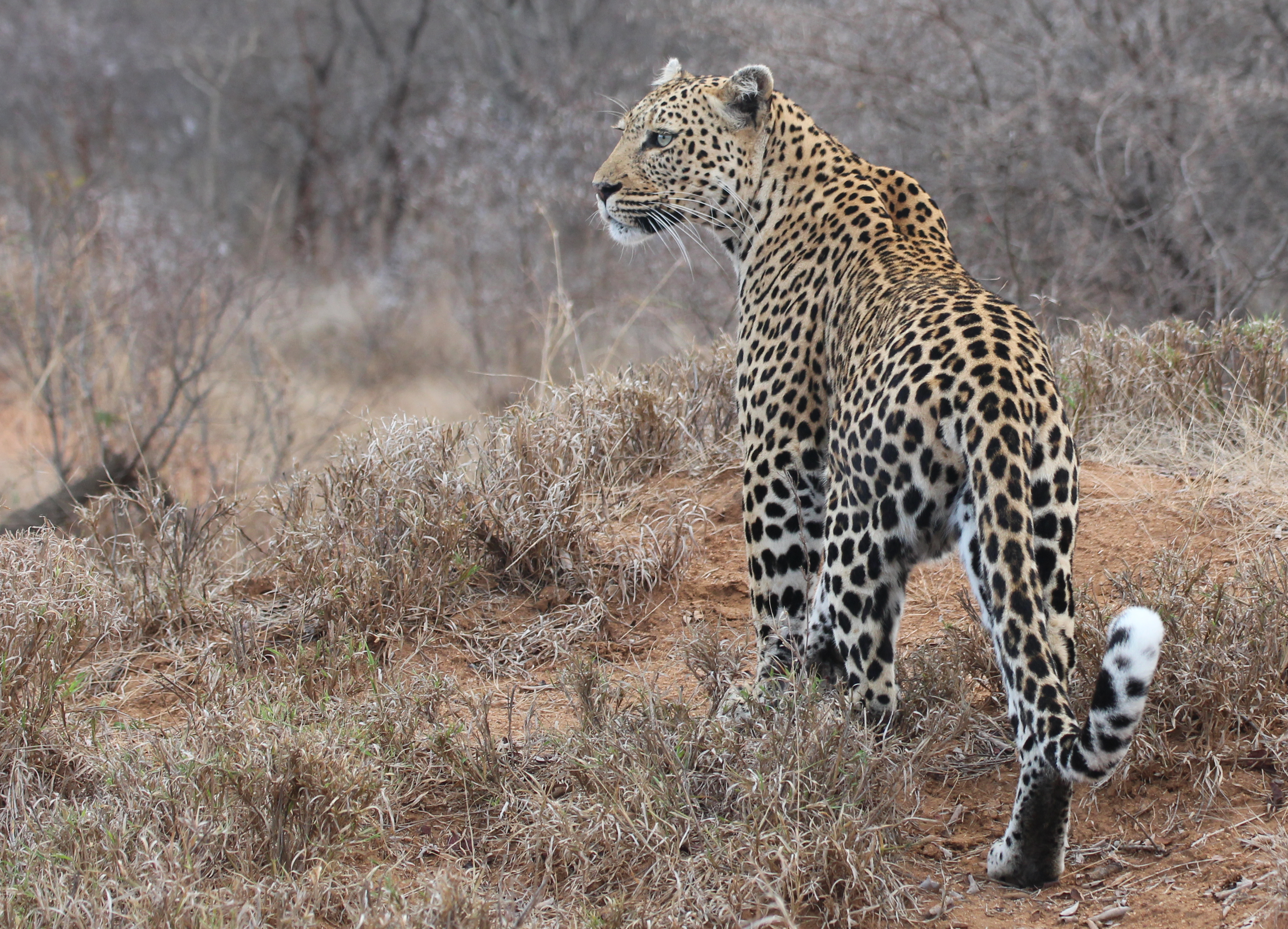
Afrikanischer Leopard (Panthera pardus pardus)
Persischer Leopard (Panthera pardus tulliana)
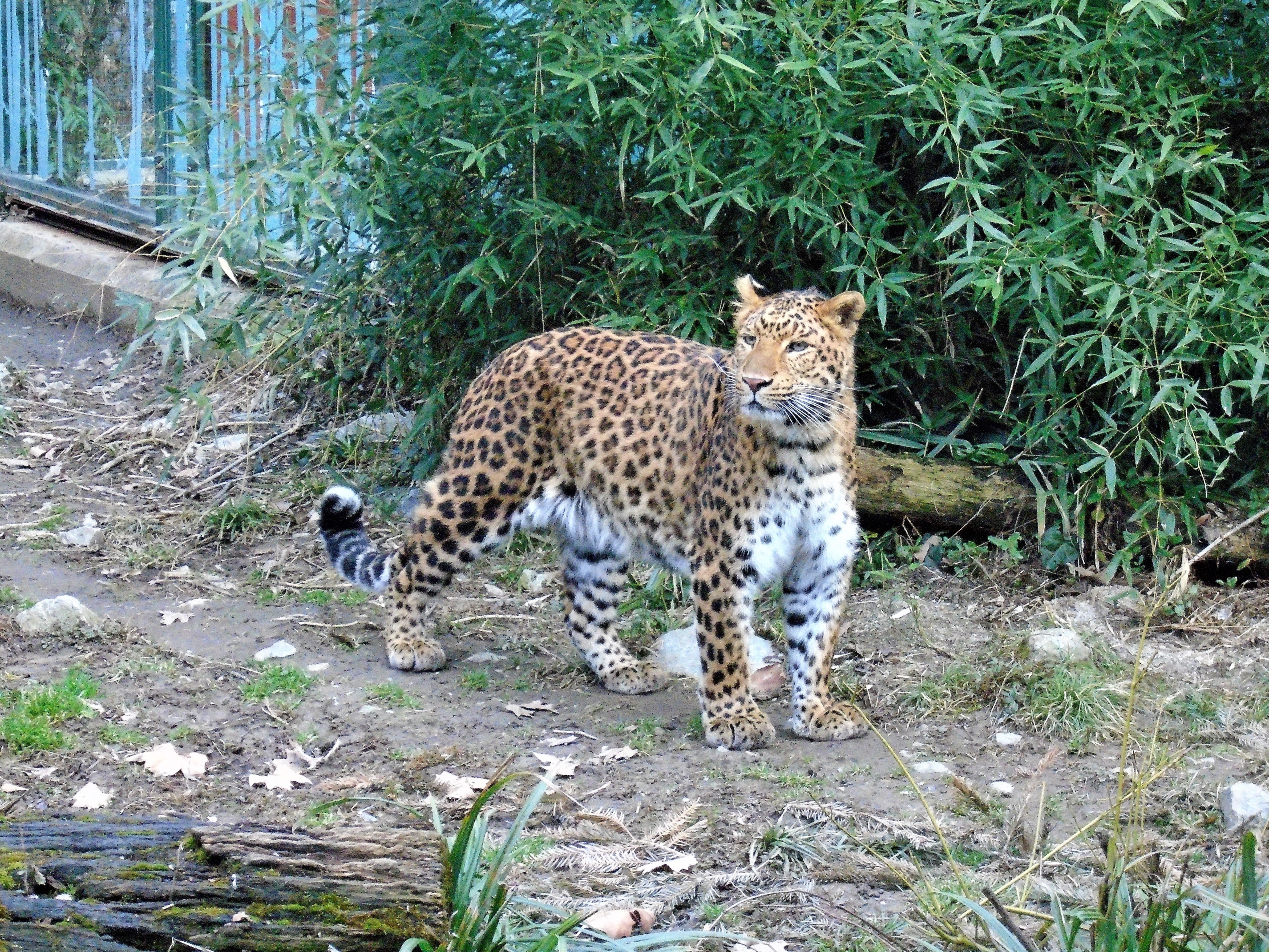
Chinesischer Leopard (Panthera pardus japonensis)
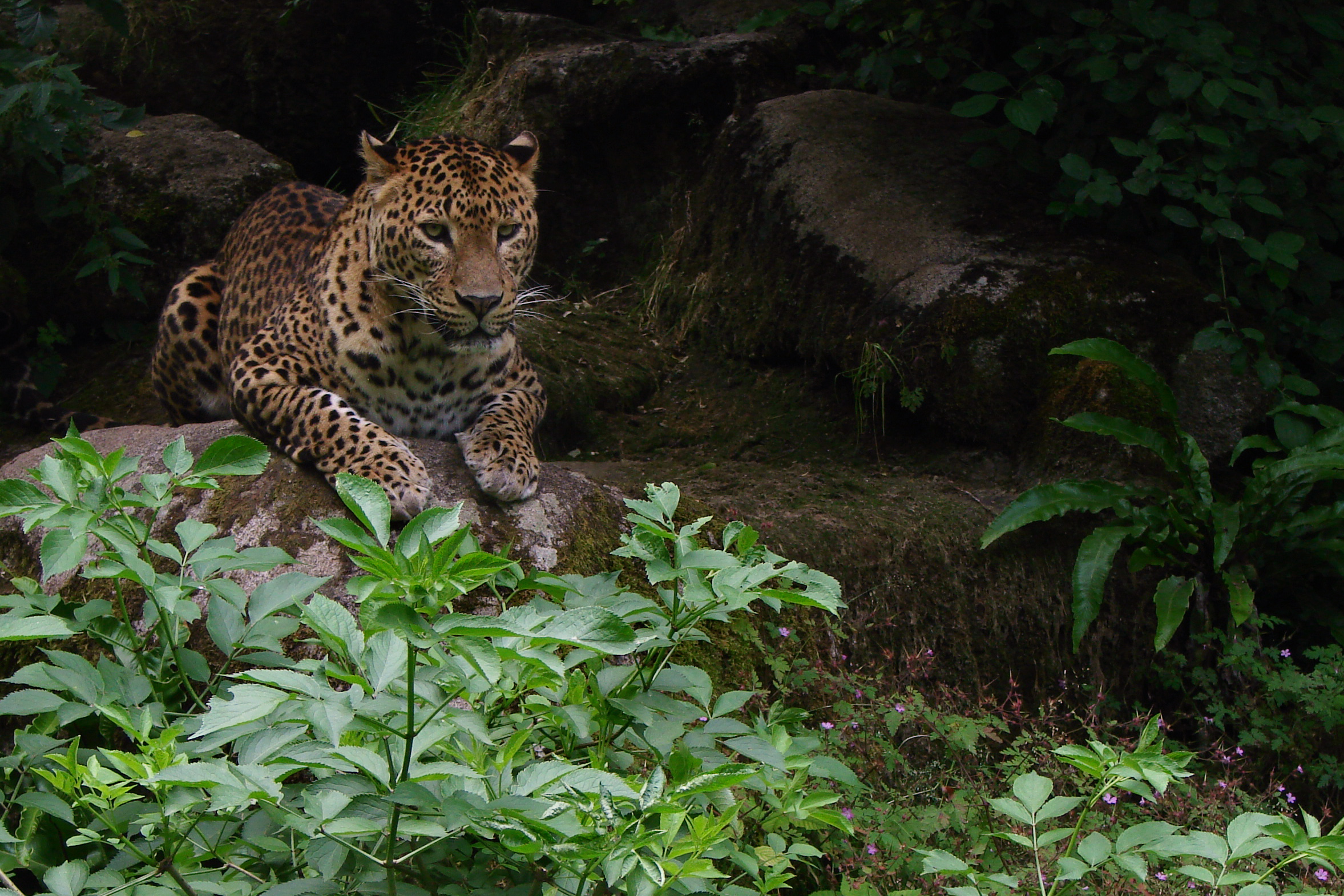
Sri-Lanka-Leopard (Panthera pardus kotiya)
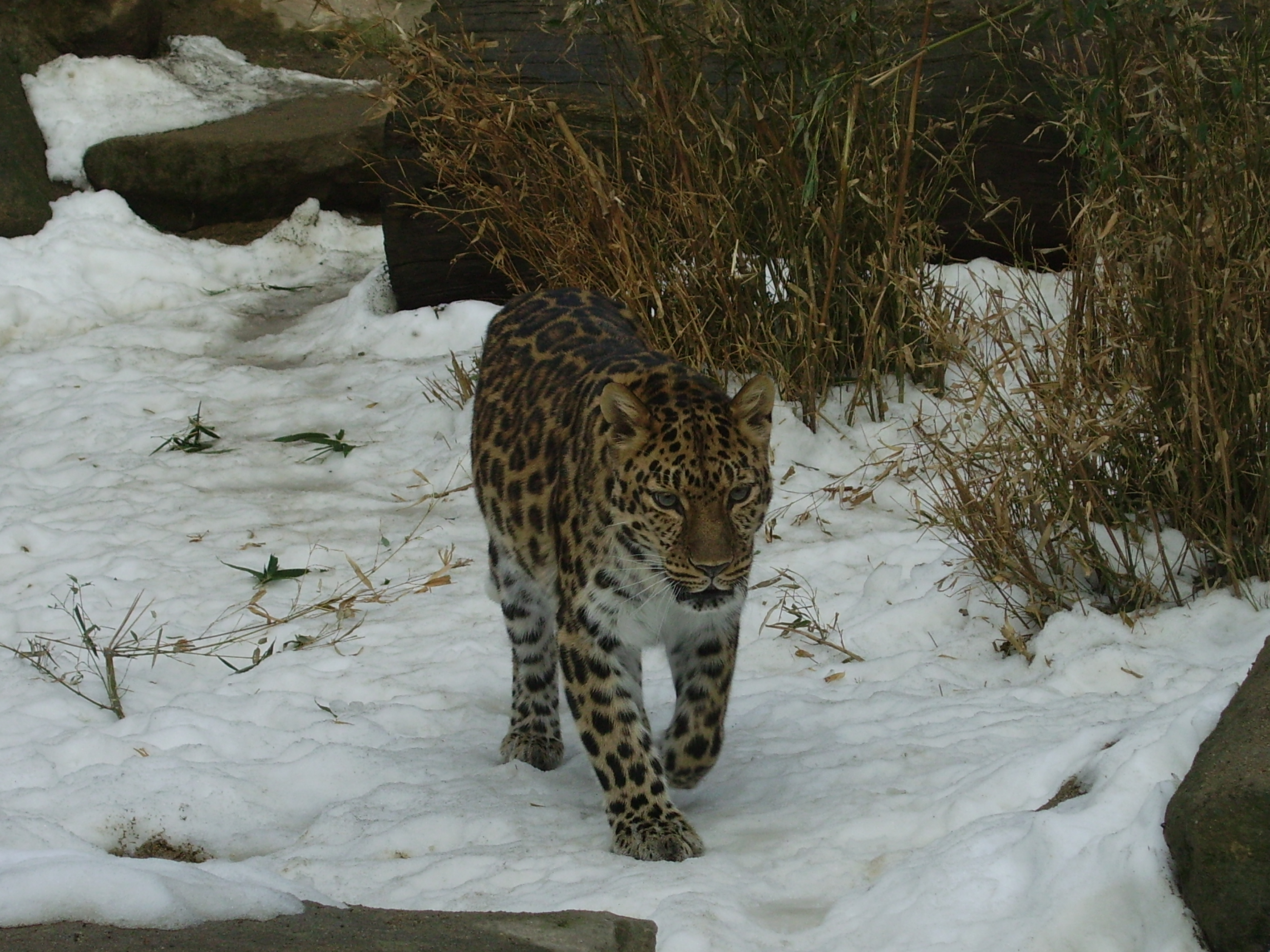
Amurleopard (Panthera pardus orientalis)

## Leopard und Mensch

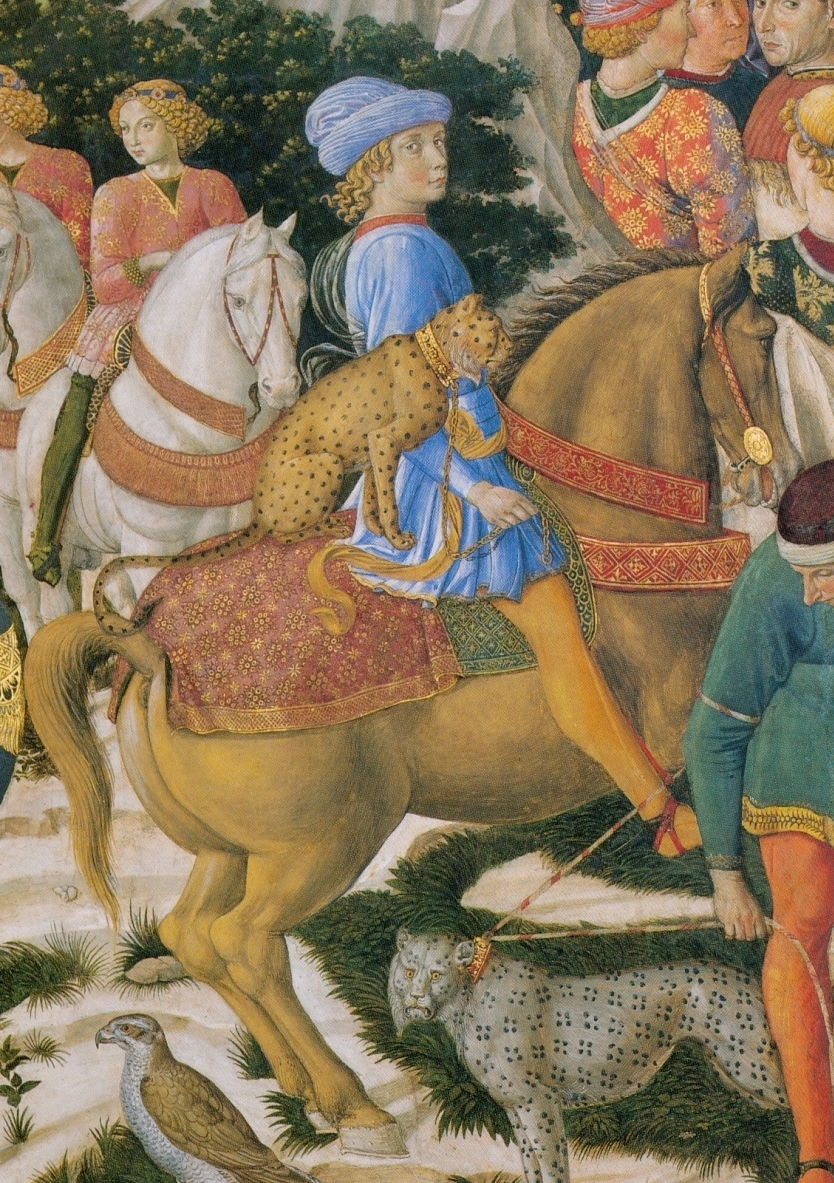
Leoparden als Haustiere von Giuliano de’ Medici, Fresko von Benozzo Gozzoli (15. Jahrhundert)

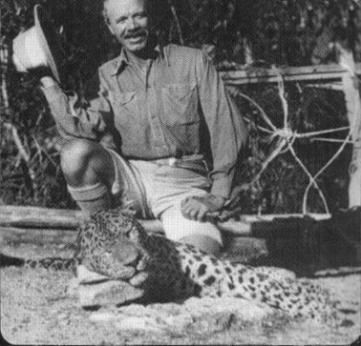
Jim Corbett mit dem erlegten „Leopard von Rudraprayag“, 1925

Berührungspunkte zwischen Leopard und Menschen gab es bereits in der Frühzeit der Menschwerdung. Schon in der Olduvai-Schlucht in Nord-Tansania wurden während umfangreicher Ausgrabungen Skelette von Leoparden neben denen von Frühmenschen gefunden. Nach anthropologischen Forschungen ist es durchaus wahrscheinlich, dass diese Vorfahren der heutigen Menschen ihren Fleischbedarf als marginale Aasfresser deckten. Sie ernährten sich von den Resten der Beute aller Raubtiere sowie auch von verendet aufgefundenen Tieren.
Sie nahmen dabei wohl auch dem Leoparden seine Beute ab. Da er ein Einzeljäger ist, dürfte es wesentlich leichter gewesen sein, einen Leoparden von seinem Riss zu vertreiben als ein Löwenrudel von seiner Beute.

### Nutzung durch den Menschen
Seit 186 v. Chr. wurden Leoparden meist aus Afrika und Kleinasien für Venationen und Tierkämpfe nach Rom geliefert. Die Leopardenjagd wurde bereits von Homer beschrieben. Zum Fang der Tiere dienten Fallgruben und Giftpfeile. Gezähmte Leoparden kannte man in Indien, in den Diadochenstaaten und am römischen Kaiserhof.
In den letzten Jahrhunderten waren die Beziehungen zwischen Leopard und Mensch überwiegend durch die wirtschaftlichen Interessen des Menschen bestimmt. Einmal gefährdete der Leopard die Nutztiere und man hielt ihn sogar für einen gefährlichen menschenfressenden Nachbarn, dann war sein Pelz ein begehrtes Handelsobjekt für luxuriöse Kleidung. Schließlich war die Sportjagd überseeischer Großwildjäger eine Einnahmequelle für die Landeigner, in deren Regionen Leoparden vorkamen.
Der Leopard gehört zu den Big Five, den fünf Hauptattraktionen einer Afrika-Safari. Nachdem durch das Artenschutzabkommen der Fellhandel unter Kontrolle gekommen ist und sich das Modebewusstsein gewandelt hat, konnte auch die Wilderei auf Leoparden in Afrika deutlich eingedämmt werden. In vielen afrikanischen Ländern wurden Maßnahmen zur Bekämpfung illegaler Bejagung eingeführt, die durchaus erfolgreich sind. Dagegen hat sich der Druck durch menschliche Besiedelung und Zerstörung des Lebensraumes auf den Leoparden verstärkt.

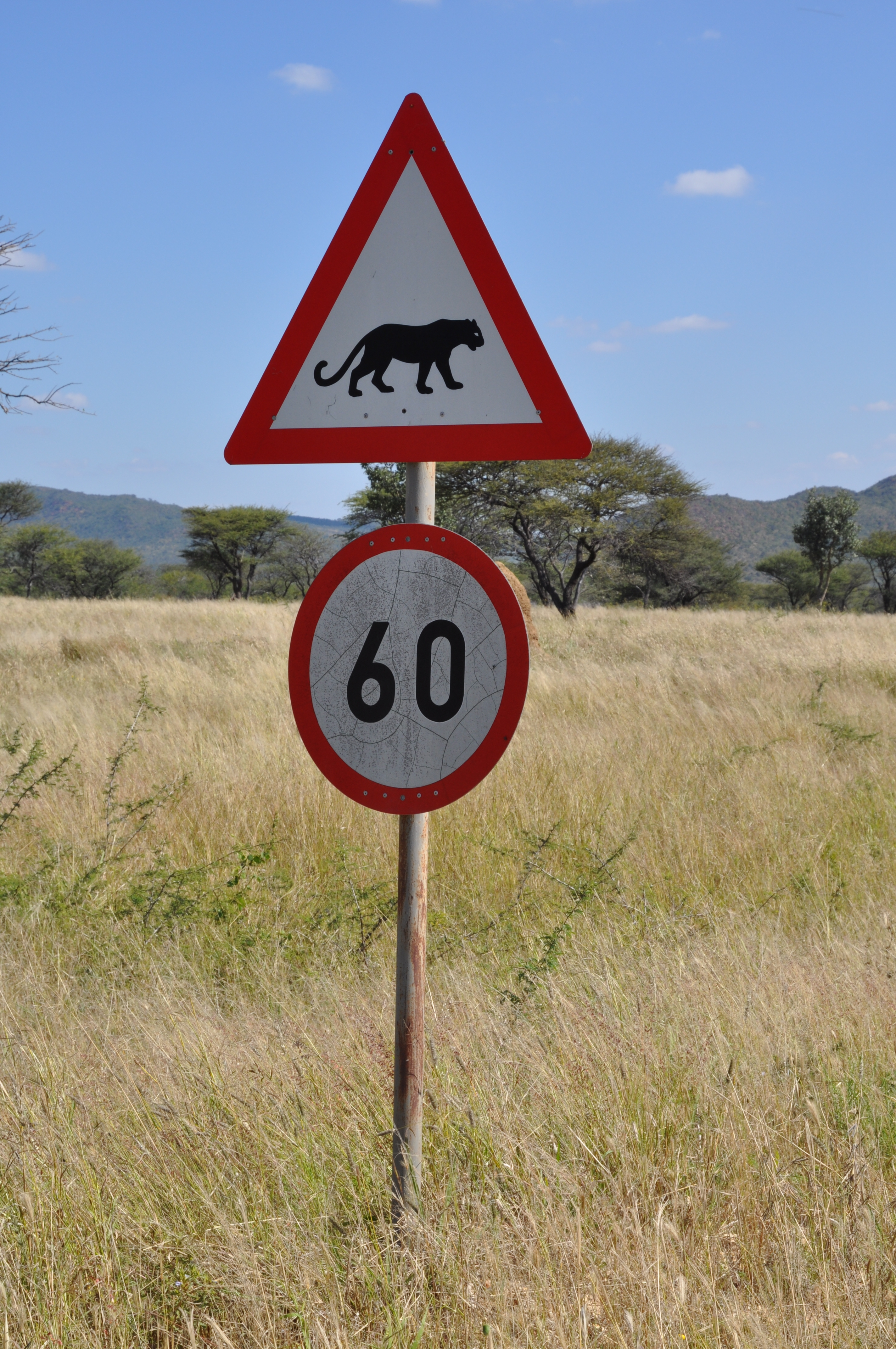
Verkehrszeichen in Namibia

### Vorurteile gegenüber Leoparden
Welche Einstellung der einzelne Mensch dem Leoparden gegenüber einnimmt, hängt von seiner persönlichen Situation ab. So kann der Leopard für den Menschen verteufelter Feind der Haustiere, lockender Pelzlieferant für exklusive Kleidung, begehrtes Objekt für die Trophäenjagd oder bezauberndes Mitgeschöpf mit großartigen Lebensgewohnheiten sein. Dorfbewohner in landwirtschaftlich genutzten Gebieten, in denen Leoparden existieren, sind keine Freunde der gefleckten Katze. Leoparden leben inzwischen auch gerne in dichtbesiedelten Gebieten. So wurde um 1970 von einer beträchtlichen Zahl Leoparden berichtet, die in den mit Waldstrecken durchsetzten Vororten von Nairobi lebten. So ist der anpassungsfähige Leopard heute die häufigste Großkatze und gilt nicht als bedroht.
Normalerweise gehen Leoparden dem Menschen aus dem Weg, doch gelegentlich kommt es vor, dass einzelne Leoparden Menschen töten und auch fressen. Oft handelt es sich bei menschenfressenden Leoparden um kranke oder altersschwache Tiere, deren Jagdvermögen eingeschränkt ist.
Als Menschenfresser berühmt wurde der Leopard von Rudraprayag in Indien, dem in den Jahren 1916 bis 1925 angeblich über 125 Menschen zum Opfer fielen, die in seinem Revier auf Pilgerschaft unterwegs waren. Der berühmte Großwildjäger Jim Corbett erlegte ihn 1925.